# Grosán Pál
Grosán Pál (Kecskemét, 1939. július 10. –) tornatanár, edző, szenior sportoló.

## Család és hitvallás
Tizenhárom éves korától édesanyja három leánytestvérével együtt egyedül nevelte, mert kőműves édesapja korán elhalt egy balesetben 1952-ben. Felesége Grosán Pálné született Lantos Erzsébet tornász, pedagógus, iskola igazgató. Két leánygyermek és két leányunoka van.

## Tanulmányai
Alapfokú tanulmányait szülővárosában, Kecskeméten végezte, többször átszervezett (összevont, emelt szintű) általános iskolákban. Tanítói képesítést a Kiskunfélegyházai Állami Tanítóképzőben kapott, ahová tizennégy évesen került. Tanítói végzettsége után, már munka mellett oklevelet szerzett a Testnevelési Főiskola tanári és edzői szakán is.

## Pályafutása
Pedagógusként
Tizennyolc évesen, 1957-től kezdett tanítani Nyárlőrincen, majd 1960-tól Izsákon dolgozott. 1966-ban a kecskeméti Leninvárosi Általános Iskolába helyezték, és nyugdíjazásáig, azaz 2004-ig testnevelő tanárként dolgozott ott főállásban.
Nevét közismertté tette a mindennapos testnevelés rendszerének kidolgozása és bevezetése, amelynek tevékeny részese volt. Ennek a szemléletnek a meghonosítását segítette egy pályázati felhívás az akkori Művelődésügyi Minisztérium, valamint társadalmi-politikai szervezetek részéről. Ezt a felhívást a Petőfi Népe 213. száma őrzi egyik újságcikkében. 2001-ben szintén díjazott lett ugyanezen témában Grosán Pál és neje, illetve az általános iskola.
Óraadóként
Dolgozott óraadóként is a Tanítóképző Főiskolán, valamint a Kodály Zoltán Ének-zenei Iskolában. Mintegy húsz éven a Testnevelő Főiskola Edzőképző kihelyezett tagozatán oktatott edzéselméletet.
Edzőként
A tanítás mellett közel negyven éven át edzőként tevékenykedett a Kecskeméti Dózsa, majd a Kecskeméti SC vezető edzőjeként.

### Elismerései
Elismeréseit szakmai és közösségi sportéleti tevékenységeiért kapta:
- Magyar Atlétikáért Bronz Fokozat
- Kerezsi Endre Állami Díj
- Fair Play Diploma

## Művei
- "Tettem a dolgomat mindenkor". Törös Olga (Szemerey Andorné) a kecskemétivé lett tornász olimpikon. Az 1936-os berlini olimpián bronzérmes magyar tornászcsapat tagjának pályája; Kecskeméti Olimpiai Barátok Bóbis Gyula Köre, Kecskemét, 2014 (Sporttörténeti füzetek)
- Vasakarattal a gravitáció ellen. Messzi István; Kecskeméti Olimpiai Barátok Bóbis Gyula Köre, Kecskemét, 2015 (Sporttörténeti füzetek)
- Aranyos kecskemétiek az olimpiákon. Öt aranyérmes története, 1948–2004; Kecskeméti Olimpiai Barátok Bóbis Gyula Köre, Kecskemét, 2016 (Sporttörténeti füzetek)
- Király és a sportok aranykora Kecskeméten; Kecskeméti Olimpiai Barátok Bóbis Gyula Köre, Kecskemét, 2016 (Sporttörténeti füzetek)
- A hírös város olimpikonjai, 1896–2016. Kecskemét is kiállítja...; Kecskeméti Olimpiai Barátok Bóbis Gyula Köre, Kecskemét, 2017 (Sporttörténeti füzetek)